# Kei Hirata
Kei Hirata (jap. 平田 圭, Hirata Kei; * 9. September 1969 in der Präfektur Kanagawa) ist ein ehemaliger japanischer Fußballspieler.

## Karriere
Hirata erlernte das Fußballspielen in der Schulmannschaft der Zuyo High School und der Universitätsmannschaft der Sendai-Universität. Seinen ersten Vertrag unterschrieb er 1992 bei JEF United Ichihara. Der Verein spielte in der höchsten Liga des Landes, der J1 League. Ende 1993 beendete er seine Karriere als Fußballspieler.